# Standing Stone (Album)
 Standing Stone (englisch Stehender Stein, deutsch Menhir) ist das zweite klassische Album von Paul McCartney. Gleichzeitig ist es einschließlich der Wings-Alben, der Fireman-Alben, der klassischen Alben, der Livealben und Kompilationsalben das 28. Album von Paul McCartney nach der Trennung der Beatles. Es wurde am 29. September 1997 in Großbritannien und am 23. September 1997 in den USA veröffentlicht.

## Entstehung
Im Jahr 1993 bat der Vorsitzende von EMI Classics, Richard Lyttleton, Paul McCartney zum 100-jährigen Bestehen der EMI Group im Jahr 1997, nach Paul McCartney’s Liverpool Oratorio, ein weiteres klassisches Werk zu schreiben. Erste Kompositionsarbeiten begannen noch im Jahr 1993, er begann mit dem Komponieren auf dem Klavier und nahm Demos auf, die vom Jazzmusiker Steve Lodder transkribiert wurden. Die Musik begann mit einer Reihe von groben Ideen und zuvor komponierten, aber unbenutzten Melodien. Am 18. Mai 1994 begann McCartney mit der Arbeit an einem Demo, und am 16. und 22. September wurden zwei Tonbänder zusammengestellt, die frühe Versionen der ersten beiden Sätze enthielten. Die Arbeit am zweiten Satz wurde am 27. September fortgesetzt, und die Ergebnisse wurden am folgenden Tag auf Band aufgenommen.
Anfang 1995 wurde die Cubase Sequenzierungssoftware auf einem Apple Macintosh Computer in McCartneys Hog Hill Mill Studio in Sussex installiert, die es ermöglicht, dass auf dem Keyboard ausgeführte Kompositionen in Papierform ausgedruckt werden können. McCartney sagte zur Software: "Ich machte eine Menge sehr modern klingender Musik, aber ich fing an, einige der "Fehler" zu genießen, und erkannte, dass ich sie verworfen hätte, wenn ich sie mir ausgedacht hätte." Das erste Stück, das mit Cubase geschrieben wurde, war "Inebriation" am 3. März 1995. Es wurde für ein Streichquartett komponiert, aber für Standing Stone nicht verwendet, aber schließlich vom Brodsky Quartet für das Album Working Classical aufgenommen. 
Der Komponist David Matthews transformierte die Notenausdrucke in Arrangements für ein Orchester. Weitere Musiker wie Richard Rodney Bennett, der die weitere Orchestrierung überwachte, sowie John Harle fügte die musikalischen Teile in die erwünschte Form.
Die Geschichte von Standing Stone folgte weitgehend der Schöpfungsgeschichte, von den Anfängen des Universums bis zu einem Höhepunkt des Lebens und der Liebe. Es beginnt mit einer Beschwörung der Anfänge des Kosmos, für die Paul McCartney wollte, dass die Orchestermusiker ihr technisches Know-how aufgeben und durch ein Spiel ersetzen, das das Chaos der Schöpfung widerspiegeln sollen. Der Mensch taucht im zweiten Satz auf: "Er erwachte erschrocken", und so beginnt eine Reise der Selbstfindung, die zu Gut und Böse und zur Erlösung in der Welt führen soll.
Die Probeaufnahmen für das Album fanden am 3. und 4. März 1997 in den Abbey Road Studios im Studio 1 statt und wurden von der BBC in dem Film The Making of Standing Stone dokumentiert, der am 23. November in den USA und am 26. Dezember 1997 in Großbritannien im Fernsehen ausgestrahlt wurde; der Regisseur des Films ist Christopher Swann. Das Album wurde dann an drei Tagen vom 30. April bis zum 2. Mai 1997 in demselben Studio eingespielt und anschließend im Studio von Paul McCartney in Sussex vom 12. bis zum 19. Mai 1997 abgemischt. Eine letzte Aufnahmesession fand am 2. Juli im Studio Eins der Abbey Road Studios statt, um einige Probleme zu beheben, die während des Masterings entdeckt wurden. Am 12. Juli waren die Arbeiten an dem Album abgeschlossen, worauf das Album im September 1997 veröffentlicht wurde.
McCartney sagte im Juli 1997 über das Album: "Ich habe einen Großteil der letzten vier Jahre damit verbracht, das zu komponieren, was jetzt mein zweites großes klassisches Werk geworden ist, die symphonische Dichtung Standing Stone. Im Gegensatz zum Liverpool Oratorio, das prominente Rollen für vier Solosänger bietet, verlässt sich Standing Stone ausschließlich auf Farben und Effekte, die vom Orchester und Chor stammen."
Eine auf 2500 Exemplaren limitierte Doppel-Vinyl-Langspielplatte wurde in Großbritannien am 1. Dezember 1997 veröffentlicht.

Royal Albert Hall

Die Erstaufführung von Standing Stone fand am 14. Oktober 1997 in London in der Royal Albert Hall statt. Die Premiere wurde gefilmt und für den Film Standing Stone verwendet. In den USA war die erste Aufführung am 19. November 1997 in der Carnegie Hall in New York.

## Covergestaltung
Das Cover und das 48-seitige Begleitheft entwarfen Linda McCartney, David Eustace und Mary McCartney. Die Coverfotos stammen von Linda McCartney.

## Titelliste
Movement I – After heavy light years
1. Fire/Rain Allegro energico – 4:30
2. Cell Growth Semplice – 8:30
3. Human Theme Maestoso – 3:36

Movement II – He awoke startled
1. Meditation Contemplativo – 3:57
2. Crystal Ship Con moto scherzando – 2:02
3. Sea Voyag Pulsating, with cool jazz feel – 3:39
4. Lost at Sea Sognando – 4:37
5. Release Allegro con spirito – 1:54

Movement III – Subtle colours merged soft contours
1. Safe Haven/Standing Stone Pastorale con moto – 4:11
2. Peaceful Moment Andante tranquillo – 2:09
3. Messenger Energico – 3:35
4. Lament Lamentoso – 2:26
5. Trance Misterioso – 5:32
6. Eclipse Eroico – 4:57

Movement IV – Strings pluck, horns blow, drums beat
1. Glory Tales Trionfale – 2:40
2. Fugal Celebration L’istesso tempo. Fresco – 4:25
3. Rustic Dance Rustico – 2:00
4. Love Duet Andante intimo – 3:43
5. Celebration Andante – 6:15

## Chartplatzierungen
| ChartsChartplatzierungen       | Höchstplatzierung | Wochen |
| ------------------------------ | ----------------- | ------ |
| Vereinigte Staaten (Billboard) | 194 (1 Wo.)       | 1      |

## Single-Auskopplungen
Aus dem Album wurde keine Single ausgekoppelt.
In Großbritannien wurde eine 5″-CD-Promotionsingle mit dem Lied Celebration veröffentlicht, weiterhin erschien eine 30-minütige Promotioninterview-CD mit dem Lied Celebration.

## Videoveröffentlichungen
In Europa wurde im November 1997 eine VHS-Videokassette mit dem Titel Standing Stone veröffentlicht, die die Erstaufführung vom 14. Oktober 1997 in der Royal Albert Hall zeigt. Die DVD, die im Oktober 1999 veröffentlicht wurde, enthält noch die Dokumentation The Making of Standing Stone.

## Wiederveröffentlichungen
- Das Album wurde bisher nicht neu remastert.
- Im Mai 2007 wurde das Album im Download-Format veröffentlicht.